# Omloop Het Volk 1979
L'Omloop Het Volk 1979, trentaquattresima edizione della corsa, si svolse il 3 marzo per un percorso di 215 km, con partenza ed arrivo a Gent. Fu vinto dal belga Roger De Vlaeminck della squadra Gis Gelati davanti all'olandese Jan Raas e all'altro belga Frank Hoste.

## Ordine d'arrivo (Top 10)
| Pos. | Corridore          | Squadra                    | Tempo    |
| ---- | ------------------ | -------------------------- | -------- |
| 1    | Roger De Vlaeminck | Gis Gelati                 | 5h19'20" |
| 2    | Jan Raas           | Ti-Raleigh-Mc Gregor       | s.t.     |
| 3    | Frank Hoste        | Marc Zeep Savon-Superia    | s.t.     |
| 4    | Jos Schipper       | Marc Zeep Savon-Superia    | a 12"    |
| 5    | Michel Pollentier  | Splendor-Euro Soap         | a 14"    |
| 6    | Dietrich Thurau    | Ijsboerke-Warncke Eis      | a 16"    |
| 7    | Fons De Wolf       | Lano-Boule d'Or            | a 56"    |
| 8    | Frits Pirard       | Miko-Mercier-Vivagel       | a 1'42"  |
| 9    | Marc Demeyer       | Flandria-Ca va Seul-Sunair | s.t.     |
| 10   | Sean Kelly         | Splendor-Euro Soap         | s.t.     |